# Distritos da Costa do Marfim
Os distritos da Costa do Marfim constituem as subdivisões administrativas de primeiro nível do país. Foram criados em 2011 no processo de descentralização do país,mas na prática a maioria dos distritos ainda não começou a funcionar como entidade governamental. Existem 14 distritos, incluindo dois autônomos, Yamoussoukro e Abidjan.
Os 12 distritos restantes são divididos em 31 regiões, subdivididas em 108 subdivisões de terceiro nível, os departamentos. 
Os departamentos são subdivididos em 510 subprefeituras. O nível mais baixo da organização administrativa, que existe em um número limitado, é o mais comum. Embora não sejam divididos em regiões, os distritos autônomos incluem departamentos, subprefeituras e comunas.

## Governança e finalidade
Cada distrito deve ser chefiado por um governador, nomeado pelo conselho de ministros do governo nacional.
No entanto, além dos governadores dos dois distritos autônomos, nenhum governador de distrito foi nomeado ainda, a inação foi causada em grande parte por apreensões de prefeitos regionais de que os governadores de distrito usurpariam sua autoridade e responsabilidades.
Os distritos receberam quatro responsabilidades principais:
1. Administrar grandes projetos de desenvolvimento no distrito;
2. Equilibrar a aplicação de investimentos e programas estaduais em todo o distrito para minimizar as disparidades regionais;
3. Promover o potencial econômico e cultural de grandes grupos;
4. Luta contra o regionalismo.

Distinções distintas na jurisdição distrital sobre as regiões ainda precisam ser estabelecidas. Devido à falta de governadores de distrito, os governos distritais não autônomos ainda não começaram a funcionar.

## Lista de distritos

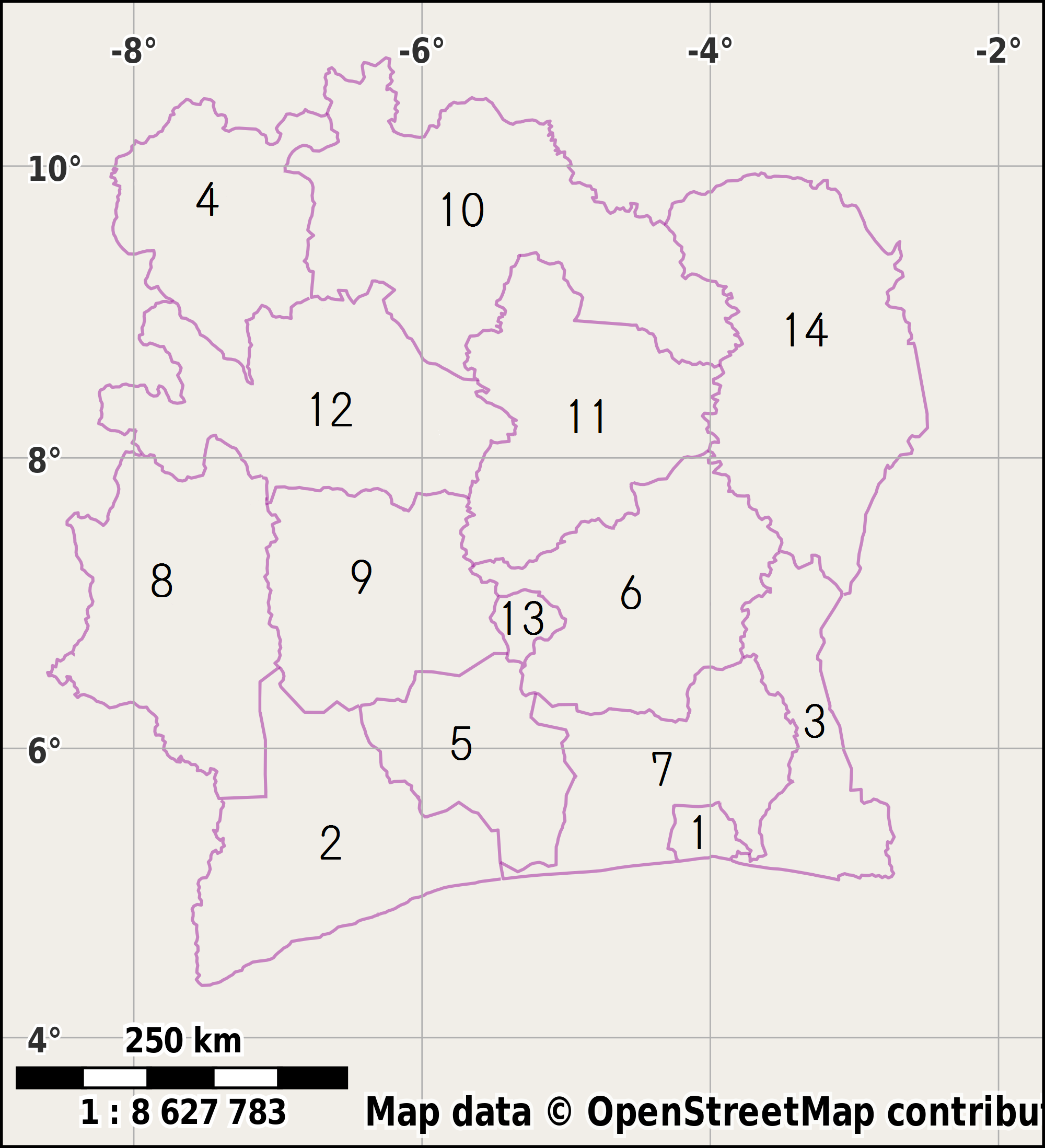
Os 14 distritos da Costa do Marfim

Está é uma lista de distritos, capitais e regiões de cada distrito:
| Número | Distrito                                            | Capital do Distrito                              | regiões                                          | Sede da região                                   | População |
| ------ | --------------------------------------------------- | ------------------------------------------------ | ------------------------------------------------ | ------------------------------------------------ | --------- |
| 1      | Abidjan (Distrito autônomo de Abidjan)              | Abidjan (Distrito autônomo de Abidjan)           | Abidjan (Distrito autônomo de Abidjan)           | Abidjan (Distrito autônomo de Abidjan)           | 4 707 404 |
| 2      | Bas-Sassandra (Distrito de Bas-Sassandra)           | San-Pédro                                        | Gbôklé                                           | Sassandra                                        | 400 798   |
| 2      | Bas-Sassandra (Distrito de Bas-Sassandra)           | San-Pédro                                        | Nawa                                             | Soubré                                           | 1 053 084 |
| 2      | Bas-Sassandra (Distrito de Bas-Sassandra)           | San-Pédro                                        | San-Pédro                                        | San-Pédro                                        | 826 666   |
| 3      | Comoé (Distrito de Comoé)                           | Abengourou                                       | Indénié-Djuablin                                 | Abengourou                                       | 560 432   |
| 3      | Comoé (Distrito de Comoé)                           | Abengourou                                       | Sud-Comoé                                        | Aboisso                                          | 642 620   |
| 4      | Denguélé (Distrito de Denguélé)                     | Odienné                                          | Folon                                            | Minignan                                         | 96 415    |
| 4      | Denguélé (Distrito de Denguélé)                     | Odienné                                          | Kabadougou                                       | Odienné                                          | 193 364   |
| 5      | Gôh-Djiboua (Distrito de Gôh-Djiboua)               | Gagnoa                                           | Região do Gôh                                    | Gagnoa                                           | 876 117   |
| 5      | Gôh-Djiboua (Distrito de Gôh-Djiboua)               | Gagnoa                                           | Lôh-Djiboua                                      | Divo                                             | 729 169   |
| 6      | Lacs (Distrito de Lacs)                             | Dimbokro                                         | Bélier                                           | Yamoussoukro                                     | 346 768   |
| 6      | Lacs (Distrito de Lacs)                             | Dimbokro                                         | Região do Iffou                                  | Daoukro                                          | 311 642   |
| 6      | Lacs (Distrito de Lacs)                             | Dimbokro                                         | Moronou                                          | Bongouanou                                       | 352 616   |
| 6      | Lacs (Distrito de Lacs)                             | Dimbokro                                         | N'Zi                                             | Dimbokro                                         | 247 578   |
| 7      | Lagunes (Distrito de Lagunes)                       | Dabou                                            | Agnéby-Tiassa                                    | Agboville                                        | 606 852   |
| 7      | Lagunes (Distrito de Lagunes)                       | Dabou                                            | Grands-Ponts                                     | Dabou                                            | 356 495   |
| 7      | Lagunes (Distrito de Lagunes)                       | Dabou                                            | La Mé                                            | Adzopé                                           | 514 700   |
| 8      | Montagnes (Distrito de Montagnes)                   | Man                                              | Cavally                                          | Guiglo                                           | 459 964   |
| 8      | Montagnes (Distrito de Montagnes)                   | Man                                              | Guémon                                           | Duékoué                                          | 919 392   |
| 8      | Montagnes (Distrito de Montagnes)                   | Man                                              | Tonkpi                                           | Man                                              | 992 564   |
| 9      | Sassandra-Marahoué (Distrito de Sassandra-Marahoué) | Daloa                                            | Haut-Sassandra                                   | Daloa                                            | 1 430 960 |
| 9      | Sassandra-Marahoué (Distrito de Sassandra-Marahoué) | Daloa                                            | Marahoué                                         | Bouaflé                                          | 862 344   |
| 10     | Savanes (Distrito de Savanes)                       | Korhogo                                          | Bagoué                                           | Boundiali                                        | 375 687   |
| 10     | Savanes (Distrito de Savanes)                       | Korhogo                                          | Poro                                             | Korhogo                                          | 763 852   |
| 10     | Savanes (Distrito de Savanes)                       | Korhogo                                          | Tchologo                                         | Ferkessédougou                                   | 467 958   |
| 11     | Vallée du Bandama (Distrito de Vallée du Bandama)   | Bouaké                                           | Gbêkê                                            | Bouaké                                           | 1 010 849 |
| 11     | Vallée du Bandama (Distrito de Vallée du Bandama)   | Bouaké                                           | Hambol                                           | Katiola                                          | 429 977   |
| 12     | Woroba (Distrito de Woroba)                         | Séguéla                                          | Béré                                             | Mankono                                          | 389 758   |
| 12     | Woroba (Distrito de Woroba)                         | Séguéla                                          | Bafing                                           | Touba                                            | 183 047   |
| 12     | Woroba (Distrito de Woroba)                         | Séguéla                                          | Worodougou                                       | Séguéla                                          | 272 334   |
| 13     | Yamoussoukro (Distrito autônomo de Yamoussoukro)    | Yamoussoukro (Distrito autônomo de Yamoussoukro) | Yamoussoukro (Distrito autônomo de Yamoussoukro) | Yamoussoukro (Distrito autônomo de Yamoussoukro) | 355 573   |
| 14     | Zanzan (Distrito de Zanzan)                         | Bondoukou                                        | Bounkani                                         | Bouna                                            | 267 167   |
| 14     | Zanzan (Distrito de Zanzan)                         | Bondoukou                                        | Gontougo                                         | Bondoukou                                        | 667 185   |

## Mudanças administrativas de 2011

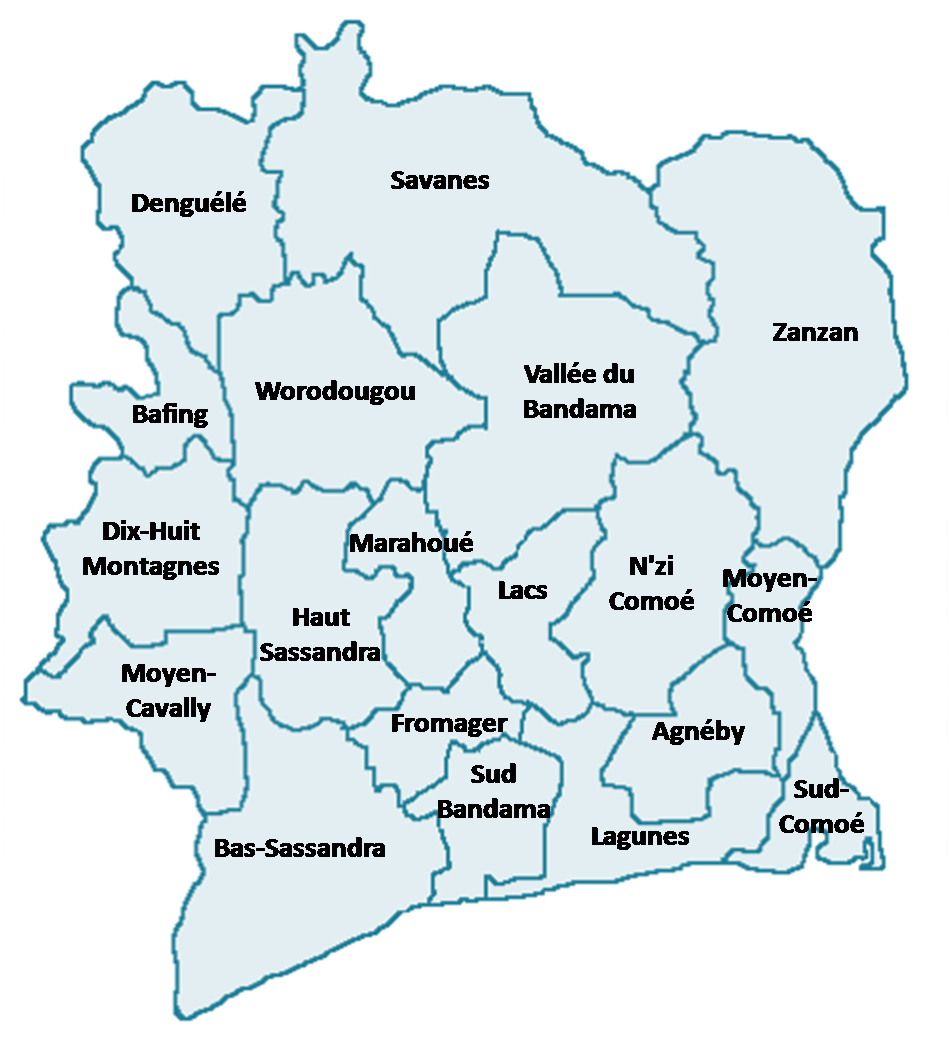
Regiões da Costa do Marfim antes de 2011

Antes de setembro de 2011, as subdivisões administrativas da Costa do Marfim eram compostas por 19 regiões. Em 2011, as regiões foram reorganizadas em 14 distritos (12 distritos regulares e 2 distritos autônomos).
Aqui está um resumo de como os distritos foram construídos a partir das regiões antigas:
- A maior cidade, Abidjan, e a capital política, Yamoussoukro, além de seus subúrbios, foram divididas em distritos autônomos. Abidjan já fez parte da área de lagoas e Yamoussoukro já fez parte da região de Lacs.
- Das 19 regiões, as regiões norte de Denguélé, Savanes, Vallée de Bandama e Zanzan foram designadas como distritos sem mudança de território.
- A antiga área de Agnéby e o que resta da área de Lagunes foram fundidos para formar o novo distrito de Lagunes.
- As antigas regiões de Bafing e Worodougou foram fundidas para formar o novo distrito de Woroba.
- O departamento de Fresco foi transferido da antiga região de Sud-Bandama para a região de Sassandra Inferior para formar o novo distrito de Bas-Sassandra, enquanto o restante da região de Sud-Bandama foi fundido com o Região Fromager para formar o novo distrito de Gôh-Djiboua.
- As antigas regiões de Dix-Huit Montagnes e Moyen-Cavally se fundiram para formar o novo distrito de Montagnes.
- As antigas regiões de Haut-Sassandra e Marahoué se fundiram para formar o novo distrito de Sassandra-Marahoué.
- A antiga região de N'Zi-Comoé e os restos do distrito dos Lacs foram fundidos para formar o novo distrito dos Lacs.
- As antigas regiões de Moyen-Comoé e Sud-Comoé foram fundidas para formar o novo distrito de Comoé.